# We Are No Saints
We Are No Saints è un singolo del gruppo musicale finlandese Blind Channel, pubblicato il 12 novembre 2021 come terzo estratto dal quarto album in studio Lifestyles of the Sick & Dangerous.

## Descrizione
Si tratta dell'ottava traccia del disco e rappresenta una risposta del gruppo verso coloro che hanno posto pressioni su di loro a seguito del successo ottenuto nel corso dell'anno con il singolo Dark Side:

## Video musicale
Il video, diretto da Vertti Virkajärvi della No-Office Films, è stato reso disponibile in concomitanza con il lancio del singolo attraverso il canale YouTube del gruppo.

## Tracce
1. We Are No Saints – 3:10

## Classifiche
| Classifica (2021) | Posizione massima |
| ----------------- | ----------------- |
| Finlandia         | 18                |